# Grania stephensoniana
Grania stephensoniana is een ringworm uit de familie van de Enchytraeidae. De wetenschappelijke naam van de soort is voor het eerst geldig gepubliceerd in 1997 door Rota & Erséus.